# Monaster Narodzenia Matki Bożej w Grodnie
Monaster Narodzenia Matki Bożej – prawosławny stauropigialny żeński klasztor w Grodnie, w jurysdykcji Egzarchatu Białoruskiego. Zajmuje obiekty po skasowanym w 1839 unickim klasztorze bazylianek.

## Historia
Na miejscu dzisiejszego monasteru już w XII w. istniała drewniana prawosławna cerkiew Narodzenia Matki Bożej. W 1633 obiekt ten został przejęty przez unitów, którzy założyli przy nim żeński klasztor bazylianek. W 1654 klasztor został spalony przez wojska moskiewskie. Odbudowany kompleks funkcjonował do 1720 r., gdy uległ zniszczeniu w wyniku pożaru. W latach 1720–1726 na miejscu drewnianej cerkwi i klasztoru wzniesiono murowane budynki – świątynię monasterską i dwupiętrowy obiekt mieszkalny na planie litery L. Zabudowania zaprojektował Józef Fontana, zaś inwestycję sfinansował metropolita Leon Kiszka.
W 1839, po synodzie w Połocku, który zlikwidował unię na ziemiach litewskich i białoruskich, włączając struktury Kościoła unickiego do Rosyjskiego Kościoła Prawosławnego, klasztor w Grodnie stał się żeńską wspólnotą prawosławną. W 1842 zbudowano w jego kompleksie nowy budynek gospodarczy, w latach 1865–1866 – drugą cerkiew św. Sergiusza z Radoneża, zaś w 1891 – kolejny obiekt gospodarczy. Wspólnota miała status monasteru II klasy.
W 1900 mniszki z Grodna przeniosły się do nowego klasztoru w Krasnymstoku (ob. Różanystok), do zabudowań skasowanego przez władze carskie klasztoru dominikańskiego. W dotychczasowej siedzibie pozostawiono filialny skit. W czasie I wojny światowej, gdy wspólnota z Krasnegostoku udała się na bieżeństwo, mniszki z Grodna pozostały w klasztorze. Mimo to główna cerkiew została w czasie działań wojennych całkowicie zdewastowana, m.in. spłonął dach, jeden z hełmów wież oraz barokowe zwieńczenie kopuły. Wobec rewindykacji obiektów w Różanymstoku na rzecz zakonu salezjanów główną siedzibą wspólnoty ponownie stały się obiekty w Grodnie. Cały majątek monasteru został przy tym upaństwowiony. Wspólnota liczyła w tym momencie pięć mniszek i 33 riasoforne posłusznice, które opiekowały się czternaściorgiem dzieci i grupą kilkudziesięciu uchodźców z Rosji Radzieckiej.
Sytuacja klasztoru w okresie międzywojennym była trudna. Chociaż w 1932 sąd potwierdził prawa monasteru do majątku Kalno, uzyskiwane dochody nie wystarczały na utrzymanie wspólnoty i prowadzonych przez nią instytucji charytatywnych (ochronki dla sierot i domu starców). W latach 30. XX wieku mniszki musiały zaciągnąć pożyczki pod zastaw posiadanych budynków. Wyposażenie monasterskich świątyń było poważnie zdekompletowane, nawet świece ofiarne były darmowo przekazywane do klasztoru przez miejscowe prawosławne parafie. Z powodu trudnych warunków materialnych część mniszek stale przebywała na terenie męskiego monasteru w Żyrowiczach.
W 1959 w monasterze przebywało 28 mniszek i 30 posłusznic. Rok później władze radzieckie zmusiły zakonnice do opuszczenia Grodna i przeniesienia się do Żyrowicz. Część budynków monasterskich w Grodnie została zwrócona Rosyjskiemu Kościołowi Prawosławnemu w 1992. W tym samym roku miało miejsce ponowne poświęcenie cerkwi św. Sergiusza z Radoneża, a w roku następnym – głównej cerkwi klasztornej.